# Ferentillo
Ferentillo é uma comuna italiana da região da Umbria, província de Terni, com cerca de 1.897 habitantes. Estende-se por uma área de 69 km², tendo uma densidade populacional de 27 hab/km². Faz fronteira com Arrone, Leonessa (RI), Montefranco, Monteleone di Spoleto (PG), Polino, Scheggino (PG), Espoleto (PG).

## Frações
Ampognano, Castellonalto, Castellone Basso, Colle Olivo, Colli, Leazzano, Le Mura, Lorino, Macchialunga, Macelletto, Macenano, Terria, Monterivoso, Nicciano, Sambucheto, San Mamiliano, Precetto.

## Demografia
| Variação demográfica do município entre 1861 e 2011                               |
|                                                                                   |
| Fonte: Istituto Nazionale di Statistica (ISTAT) - Elaboração gráfica da Wikipedia |